# Partito Maori
Il Partito Maori (in maori Te Pāti Māori; in inglese Māori Party) è un partito politico neozelandese fondato nel 2004. Si propone l'obiettivo di tutelare le minoranze maori presenti nel Paese.

## Leader
- Pita Sharples e Tariana Turia (2004-2013)
- Te Ururoa Flavell e Marama Fox (2013-2018)
- John Tamihere (2020)
- Rawri Waititi (2020-)

## Risultati elettorali
| Elezione      | Voti   | %    | Seggi   |
| ------------- | ------ | ---- | ------- |
| Generali 2005 | 48.263 | 2,12 | 4 / 122 |
| Generali 2008 | 55.980 | 2,39 | 5 / 122 |
| Generali 2011 | 31.982 | 1,43 | 3 / 122 |
| Generali 2014 | 31.850 | 1,32 | 2 / 121 |
| Generali 2017 | 30.580 | 1,18 | 0 / 121 |
| Generali 2020 | 33.632 | 1,17 | 1 / 121 |
| Generali 2023 | 87.973 | 3,09 | 6 / 121 |